# Nina Jelissejewna Afanassjewa

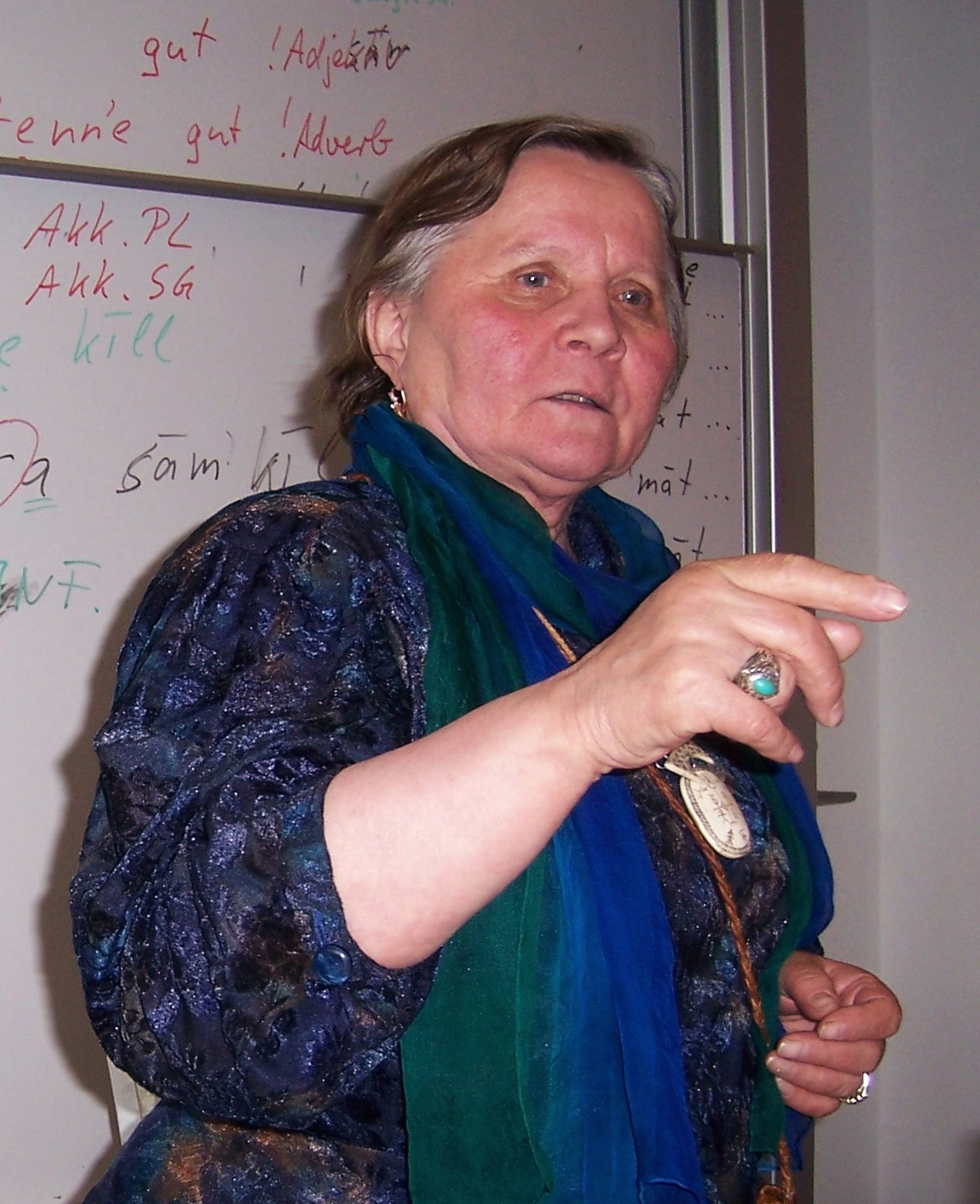
Nina Afanassjewa unterrichtet Kildinsamisch an der Humboldt-Universität zu Berlin (2007)

Nina Jelissejewna Afanassjewa (russisch Нина Елисеевна Афанасьева, kildinsamisch Е̄льцэ Нӣна Афанасьева; * 1. Februar 1939 in Warsino) ist ein Pionier der samischen Politik in Russland aus Murmansk.

## Leben
Nina Afanassjewa wurde am 1. Februar 1939 im Dorf Warsino als Kind von samischen Eltern geboren. Sie wuchs mit dem Kildinsamischen als Muttersprache auf.
1963 schloss sie ihr pädagogisches Studium am Institut der Völker des Nordens in Leningrad ab und arbeitete bis 1983 als Lehrerin für Russische Sprache und Literatur sowie für Deutsch in der Erwachsenenbildung in den Städten Apatity und Murmansk.
Nina Afanassjewa lebt und arbeitet in Murmansk.

## Schaffen
Seit 1980 beschäftigt sich Nina Afanassjewa mit Fragen der Bewahrung und Weiterentwicklung der bedrohten samischen Sprachen auf der Halbinsel Kola. Sie ist Mitautorin des ersten kildinsamisch-russischen Wörterbuchs. Es erschien 1985 unter der Herausgeberschaft von Rimma Kurutsch. Neben dem Wörterbuch hat Nina Afanassjewa als Koautorin an der Veröffentlichung einer Reihe von Lehr- und Textbüchern für das Kildinsamische sowie didaktischen Materialien teilgenommen. Außerdem ist sie die Autorin eines 2010 erschienenen kildinsamisch-russischen Sprachführers.
Seit der Zeit der Perestroika betätigt sich Nina Afanassjewa als samische Politikerin und Minderheitenaktivistin. Sie war maßgeblich an der Gründung der Vereinigung der Kolasamen im Jahre 1998 beteiligt und leitete diese NGO von 1991 bis 2010 als Präsidentin.
Nina Afanassjewa beherrscht neben dem Kildinsamischen und Russischen auch fließend Nordsamisch und Deutsch. Im Moment arbeitet sie an der Herausgabe eines Wörterbuchs über ihren Heimatdialekt, der von Linguisten bisher kaum dokumentiert wurde. Dazu arbeitet sie seit mehreren Jahren an der Systematisierung des bekannten Wortschatzes und sammelt mit Hilfe der wenigen noch lebenden Sprecher neue Wörter und Wendungen sowie Ortsnamen aus der Gegend ihres zwangsentsiedelten Geburtsortes.
Am 23. November 2012 wurde Nina Afanassjewa gemeinsam mit Alexandra Antonowa während der Sitzung des Norwegischen Samenparlaments in Oslo mit dem Samischen Sprachpreis Gollegiella ("Goldene Sprache") ausgezeichnet. Der Preis wurde ihr am 19. Dezember im Norwegischen Generalkonsulat in Murmansk feierlich überreicht. Die Begründung für die gemeinsame Auszeichnung von Afanassjewa und Antonowa war deren führende Rolle bei der Revitalisierung des Kildinsamischen u. a. als Lehrer, Politiker, Schriftsteller und Übersetzer. Bereits 1993 erhielt sie den Ehrenpreis des Samenrates.

## Schriften
- 1985 Саамско-русский словарь (kildinsamisch-russisches Wörterbuch). Moskau (zusammen mit Alexandra A. Antonowa, Boris A. Gluchow, Lasar D. Jakowlew, Rimma D. Kurutsch und Jekaterina I. Metschkina)
- 1988 Saamʼ kīll: razrabotki po saamskomu jazyku dlja natsjalʼnoj shkoly. Murmansk (zusammen mit Rimma D. Kurutsch und RosaI. Jakowlewa)
- 1990 Metoditsjeskoje rukovodstvo po obutsjeniju saamskomu jazyku: primernyje pourotsjnyje razrabotki k utsjebniku saamskogo jazyka dlja I-go klassa. Murmansk (zusammen mit Rimma D. Kurutsch, Rosa I. Jakowlewa und Jekaterina I. Metschkina)
- 1990 Metoditsjeskoje rukovodstvo po obutsjeniju saamskomu jazyku: primernyje pourotsjnyje razrabotki k utsjebniku saamskogo jazyka dlja 2-ogo klassa. Murmansk (zusammen mit Rimma D. Kurutsch, Rosa I. Jakowlewa und Jekaterina I. Metschkina)
- 1990 Metoditsjeskoje rukovodstvo po obutsjeniju saamskomu jazyku v natsjal’noj shkole. Murmansk (zusammen mit Rimma D. Kurutsch und Rosa I. Jakowlewa)
- 1990 Saamskij jazyk v kartinah: utsjebnik po razvitiju retsji v 1-om klasse saamskoj shkoly. Murmansk (zusammen mit Rimma D. Kurutsch, Anastassija G. Chworostuchina, Rosa I. Jakowlewa, S. S. Lelikowa und Jekaterina I. Metschkina)
- 1990 Sam’ kill: utsjebnik saamskogo jazyka dlja 2-go klassa. Murmansk (zusammen mit Rimma D. Kurutsch, Anastassija G. Chworostuchina, Rosa I. Jakowlewa und Jekaterina I. Metschkina)
- 1991 Pudz’jench: kniga dlja dopolnitel’nogo tsjtenija v saamskoj natsional’noj shkole. Murmansk (zusammen mit Rimma D. Kurutsch, Rosa I. Jakowlewa, Jekaterina I. Metschkina und Iraida W. Winogradowa)
- 1991 Sam’ kill: utsjebnik saamskogo jazyka dlja 3-ogo klassa. Murmansk (zusammen mit Rimma D. Kurutsch, Rosa I. Jakowlewa und Jekaterina I. Metschkina)
- 1991 Soagknehk’: saamsko-russkij i russko-saamskij slovar’ dlja natsjal’noj shkoly. Murmansk (zusammen mit Rimma D. Kurutsch, Rosa I. Jakowlewa und Iraida W. Winogradowa)
- 1995 Pravila orfografii i punktuacii saamskogo jazyka. Murmansk (zusammen mit Rimma D. Kurutsch und Iraida W. Winogradowa)
- 2000 "Hilferuf vom Rande des Eismeers" In: Die Saami, hrsg. von Wolf-Dieter Seiwert. Leipzig
- 2008 Lasar D. Jakowlew Ла̄зер ка̄ллса моаййнас. Кырьха лӣ Е̄льцэ Нӣна (Hrsg. zusammen mit Michael Rießler). Kleine saamische Schriften 1. Berlin
- 2009 Severnoe sijanie: saamskij jazyk v kartinkah. 2-e utg. Murmansk (zusammen mit Rimma D. Kurutsch, Rosa I. Jakowlewa und Jekaterina I. Metschkina)
- 2010 Самь-рушш соарнънэгк (kildinsamisch-russischer Sprachführer). Murmansk
- 2012 "Современное состояние саамского языка" (Die aktuelle Situation der samischen Sprache) In: Коренные народы евро-арктического региона, hrsg. von Vassili P. Saprykin und L. M. Smirnowa. Murmansk
- 2020 Варзино… Мы помним тебя, малая родина! Мурманск

## Auszeichnungen (Auswahl)
- 1993 Ehrenpreis des Samenrates
- 2012 Gollegiella (zusammen mit Alexandra Antonowa)